# Adoliadini
De Adoliadini zijn een geslachtengroep van vlinders uit de onderfamilie Limenitidinae van de Nymphalidae.

## Geslachten
- Abrota
- Aterica
- Bassarona
- Bebearia
- Crenidomimas
- Cynandra
- Dophla
- Euphaedra
- Euptera
- Euriphene
- Euryphaedra
- Euryphura
- Euryphurana
- Euthalia
- Euthaliopsis
- Evena
- Lexias
- Neurosigma
- Pseudargynnis
- Pseudathyma
- Tanaecia